# Oßfurt
Oßfurt (auch: Odisfurt / Osforthe / Osforde / Osfurt / Ausfahrt) ist eine Wüstung zwischen Wendelstein und Memleben in der Gemeinde Kaiserpfalz im Burgenlandkreis in Sachsen-Anhalt.

## Geschichte
In dem zwischen 881 und 899 entstandenen Zehntverzeichnis des Klosters Hersfeld wurde Oßfurt als Odesfurt neben der benachbarten Wüstung Meginrichesdorf (Meginrichesdorpf), dem südlich gelegenen Memleben (Mimileba) und dem westlich gelegenen Roßleben (Rostenleba) als einer der zehntpflichtigen Orte im ostsächsischen Friesenfeld urkundlich erwähnt.
Graf Heinrich von Buch besaß ein Erbgut, die villa Odesforde, welches er dem Kloster Pforte schenkte. Diese Schenkung erfolgte möglicherweise am 8. März 1154 als Heinricus comes de Buch in einer Urkunde des Klosters Pforta genannt wird.
Sigebodo I., Edler, später Graf von Scharzfeld, der Schwiegervater von Heinrich, war mit dieser Schenkung nicht einverstanden und es kam zum Streit, der im August 1157 vom Kaiser Friedrich I. zugunsten des Klosters Pforte entschieden wurde.
Ab 1157 errichteten die Zisterzienser des Klosters Pforta in und um das Dorf ein Großgut – eine grangia – mit Wein, Wald, Wiesen, Weiden und Fischgewässern. Im Zuge dessen wurde der Ort Odisfurt mitsamt seiner Pfarrkirche St. Andreas abgebrochen. Das Vorhandensein dieses Großgutes wird 1168 erstmals bezeugt.
Am 5. April des Jahres 1182 kam es zu einem Gütertausch zwischen dem Zisterzienserkloster Pforte und dem Benediktinerkloster in Memleben. Pforte erhielt zwei Hufen in Osforthe gegen Geld und Land, das zur Vermehrung der Besitzungen der Propstei Kleinmemleben verwendet werden sollte. Die in Arnstadt ausgestellte Urkunde sicherte zudem den Memlebener Mönchen zu, dass die Rechte an dem östlich Osforthes gelegenen Steinbruch (der Steinklöbe) unbenommen blieben.
Die Osforder St. Andreas-Pfarrkirche (ecclesia in Osforde in honore sancti Andree apostoli) bestand noch um 1179, da in diesem Jahr der Weinbergzehnte von Odisforde („Titulus De Odisforde“) der Andreas-Kirche in Osforde überschrieben worden war.
Im Jahre 1196 kam die Odisfurter Kirche endgültig in den Besitz der Zisterziensermönche und verlor damit ihren Charakter als Pfarrkirche.
Im April 1205 (oder 1206) bestätigt Papst Innozenz III. die Besitzrechte des Klosters Pforta an Odesforde.
Selbige Rechte bestätigt ebenfalls Kaiser Otto IV. im Dezember 1209, wobei er neben dem Wirtschaftsgut Odesforde auch die Fischerei in der Unstrut hinzufügt (grangiam, que dicitur Odesforde, eum piscatione in aqua, que vocatur Hunstruta).
Über das Hochmittelalter hin verblieb das Großgut Osforthe/Osforde beim Zisterzienserkloster Pforte.
Bis zum 13. Jahrhundert umfasste der Hof Osforthe eine Landwirtschaftsfläche zwischen dem Flusslauf der Unstrut, dem Wendelsteiner Holz und den Wüstungen Meginrichesdorf, Kleinmemleben und Garsdorf.
Anfang Januar des Jahres 1255 verkaufte das Kloster Memleben 3 Hufen ihres Freihofes (allodium) in Klein-Memleben, die an den Wirtschaftshof (grangia) in Osforde grenzten, an das Kloster Pforta.
Damit dieser Vertrag volle Gültigkeit erlangte, musste auch Heinrich von Buch, der Vogt des hochverschuldeten Klosters Memleben, noch eine Verzichtserklärung zur Gerichtsbarkeit über die 3 Hufen unterzeichnen.
Die abschließende Übergabe der 3 Hufen fand am 27. Juli 1255 in auf dem Landding (Landgericht) in Putelendorf (wohl Bottendorf bei Wendelstein) in Gegenwart des Grafen Albert von Rabenswalde statt. Als Zeugen sind u. a. Alexander Probst von Rustleiben und ein Heinrich von Osfurde genannt.
Um 1264 herum erklärt der Propst des Klosters Kaltenborn bei Sangerhausen, dass die Mönche von Kaltenborn zwar über das Recht des Zehnten in Osforde sowie jährlich 14 Denare verfüge, sie dieses Recht aber dem Kloster Pforta gegen eine Entschädigung von 4 Pfund Silber überlassen hätten.
Im Jahr 1355 erwarb der Ritter Christian von Witzleben (gest. 1374) zunächst den hoch verschuldeten Wendelstein, den der 1349 verstorbene Landgraf Friedrich II. bereits verpfändet hatte. Im folgenden Jahr, 1356, erwarb Witzleben am 27. Dezember vom Kloster Pforte auch noch durch Tausch dessen links der Unstrut gelegene Flur Osforthe.
Dieser Landtausch war für beide Seiten vorteilhaft, denn Witzlebens verstreute Besitztümer lagen günstig für das reiche Kloster Pforta. Witzleben erhielt im Gegenzug vom Kloster als Lehen ein zusammenhängendes Gut und die dazu gehörenden Rechte (Feodalia in Osforthe). Osforthe blieb also Lehnsgut von Pforta. Witzleben erhielt „den Hof zu Osforthe, 18 Hufen Landes und 1400 Acker Holzes rings um den Hof herum, nebst Weingarten, Hopfgarten, Wiesen, Weiden, Fischerei und Einnahmen, auch 5 1/2 Hufen Landes, welche zu Meinhardisdorf lagen und auch mit dem Hofe gehörten, mit allen Gütern, Rechten und Zubehör nebst allen Freiheiten und Nutzungen“.
Vom Hof zu Osforde ist heute nichts mehr übrig. Lediglich der Brunnen, dessen Lage mit „1/4 Stunde nördlich von Memleben als letzte an diesen Ort erinnernde Bezeichnung“ beschrieben wird, war im 19. Jahrhundert noch zu sehen. Er soll damals eine viereckige Steinfassung besessen haben, die inzwischen auch beseitigt worden ist. Dieser mitten aus dem Feld sprudelnde Quell, dessen Name im Text aus dem 19. Jh. als Odisfurdisbrunno angegeben wird, trug den damals lokal gebräuchlichen Namen „Osforth“. Da man die ursprüngliche Bedeutung nicht mehr verstand, wurde diese örtliche Bezeichnung irrigerweise als Hochdeutsch „Ausfahrt“ gedeutet.
Die Gemarkung Osforde/Oßfurt ist heute vor allem durch eintönige Landwirtschaft großer Agrarbetriebe geprägt. Die Unstrut ist begradigt und eingedeicht worden, eine Pappelallee durchzieht die Einöde. Am Rande des Wendelsteiner Holzes (dem heutigen Ziegelrodaer Forst) wird hingegen wieder Wein angebaut.